# Тхеро

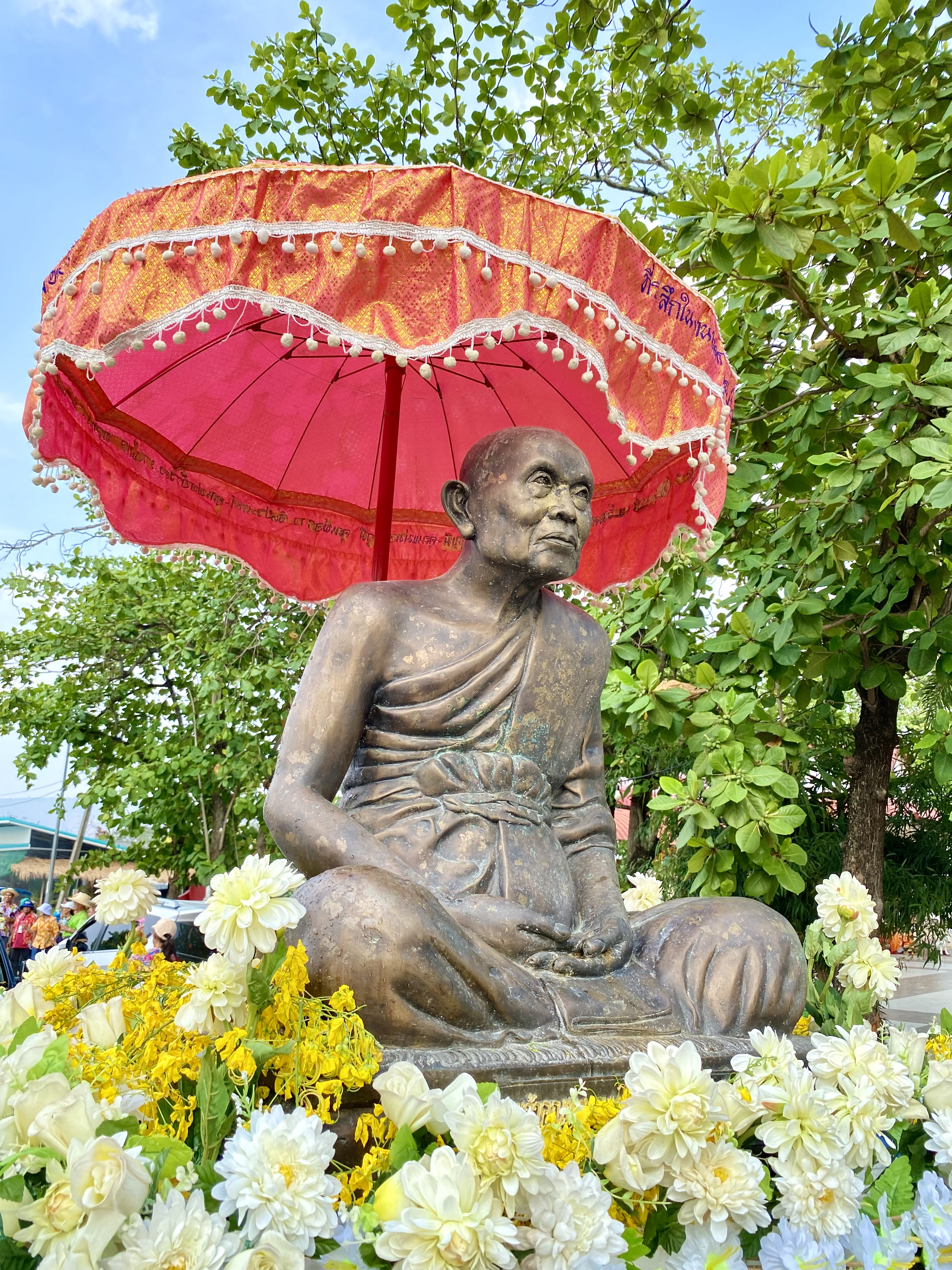
Статуя тхеро Чао Кхун Пхра Монгкол Таммафани, настоятеля монастыря Ват Пхо Тхат. Кхон Каен, Вьетнам

Тхеро или стхавира (пали thero, санскр. स्थविर IAST: sthavira) — старший монах (бхикшу) в некоторых школах буддизма. Старшая монахиня (бхикшуни) называется производным палийским феминативом «тхера» (пали thera) или «тхери» (пали therī). В буквальном переводе это слово применительно к человеку означает «старый», «старший» или «почтенный».
В раннем буддизме такой термин мог употребляться по отношению к монахам и монахиням, занимавшим руководящие должности в сангхе или пользовавшимся особым уважением. В буддизме Тхеравады этот статус присваивается через десять лет после прохождения упасампады — церемонии посвящения в бхикшу или бхикшуни.
Также употребляется  термин махатхеро (жен. махатхера, махатхери), буквально означающий «великостарший(-ая)»; обычно так называют бкикшу или бхикшуни с двадцатью и более годами непрерывного монашеского стажа после упасампады.